# Vena cervical profunda
La vena cervical profunda o vena vertebral posterior ([TA]: vena cervicalis profunda) es una vena que se origina en un plexo en el triángulo suboccipital. Sigue a la arteria cervical profunda hasta el cuello y se vacía en la vena vertebral o la vena braquiocefálica.

## Trayecto
Acompaña a su arteria entre el músculo semiespinoso de la cabeza y el músculo largo del cuello. Comienza en la región suboccipital con ramas comunicantes de la vena occipital y con venas pequeñas de los músculos profundos de la parte posterior del cuello. Recibe tributarias desde los plexos que existen alrededor de las apófisis espinosas de las vértebras cervicales, y termina en la parte inferior de la vena vertebral.